# Pic de Núria
El Pic de Núria o Puig de Núria és una muntanya de 2.789,6 metres d'altitud de la carena axial dels Pirineus, situada entre el terme comunal d'Eina, de la comarca de l'Alta Cerdanya (Catalunya del Nord), i el municipal de Queralbs, pertanyent a la del Ripollès.
És al sud-oest del Pic d'Eina, de 2.789,2 m alt, i del Coll de Núria, a 2.680,8, i al nord-est del Pic de Finestrelles, de 2.826,9.
El Pic de Núria està inclòs en moltes de les rutes excursionistes del sector dels Pirineus cerdans, com es pot observar en la nombrosa bibliografia en què està inclòs.

## Cartografia
- Mapa Vall de Núria, ed. Alpina.